# The last dance
The last dance (ook wel Dansend paar) is een artistiek kunstwerk in Amsterdam-Noord. 
Eind jaren negentig werd op een agrarisch veldje tussen De Nieuwe Noorder en Rijksweg 10 (Ringweg-Noord) een wijkje gebouwd, dat sinds haar bestaan al diverse namen kreeg. Eerst was het Jeugdland (de jeugd speelde op de veldjes, bleef wel alternatieve naam), vervolgens Diopter (grootste straat) en later weer Elzenhagen-Noord (naar de sportvelden die hier lagen). Het veldje en het wijkje werden en worden omringd door een ringsloot/gracht, die aan de zuidpunt door een kom annex vijver stroomt. Door deze opzet lijkt het op een voormalige burcht met een gesloten gemeenschap. Midden in die vijver staat op een afwijkende sokkel dan wel voetstuk het beeld van Herman Lamers. Het geeft menselijk geluk, samenhorigheid en liefde weer. Het beeld kwam er na uitvoerig overleg met de buurtbewoners.
Voor die sokkel nam Lamers als voorbeeld het transformatorhuisje dat midden in het buurtje staat. Het is met de sokkel het enige gebouwtje dat niet tot woonhuis dient. Die betonnen sokkel (niet van baksteen, maar beton met sierplaten) heeft zelfs de voor het GEB karakteristieke groene deur met groen-rood logo meegekregen. Ook hangt er een regenafvoerpijp aan. De sokkel en beeld worden ’s nachts verlicht door een lantaarn (een vorm die ook in de wijk voorkomt) die op een van de wanden is bevestigd. Het beeld zelf geeft een man en een vrouw weer die samen op het dak van het huisje. De geslotenheid van de wijk gaf Lamers weer door man en vrouw naar elkaar gekeerd te laten dansen op een klein oppervlak. Het aluminium koppel staat op een schijf die ronddraait, hetgeen het idee geeft dat ze daadwerkelijk dansen. De ruimte is beperkt; het koppel kan niet van de schijf af, noch kunnen ze omringd door water even rusten.
Lamers was in die jaren constant bezig met de verhouding beeld en ruimte eventueel in samenhang met de omringende architectuur. Die architectuur van Diopter is eenvormig; alles is ontworpen door hetzelfde bureau. Het beeld vormt een groot contrast met de grote bakstenen gevelwand (met nauwelijks ramen) aan de vijver. 
Overigens ging die saamhorigheid van de wijk al snel verloren. De buurt was in het oordeel van de kunstenaar niet kindervriendelijk, te veel baksteen met te weinig groen. Jonge echtparen, de eerste bewoners, kregen kinderen of gingen scheiden en trokken weg, behalve het koppel dat geen kant op kan.

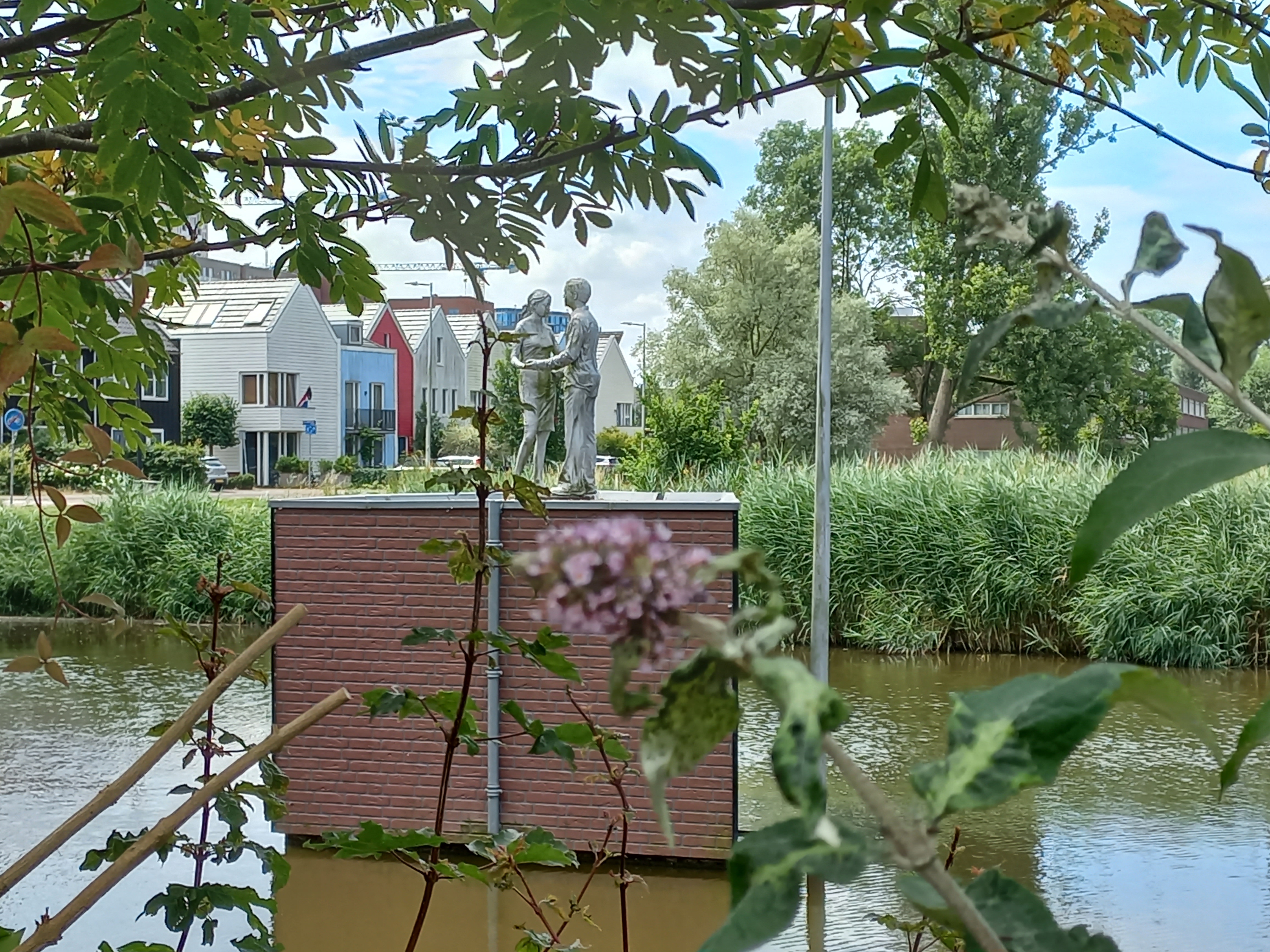
The last dance in omgeving richting Scheurleerweg (juni 2024)

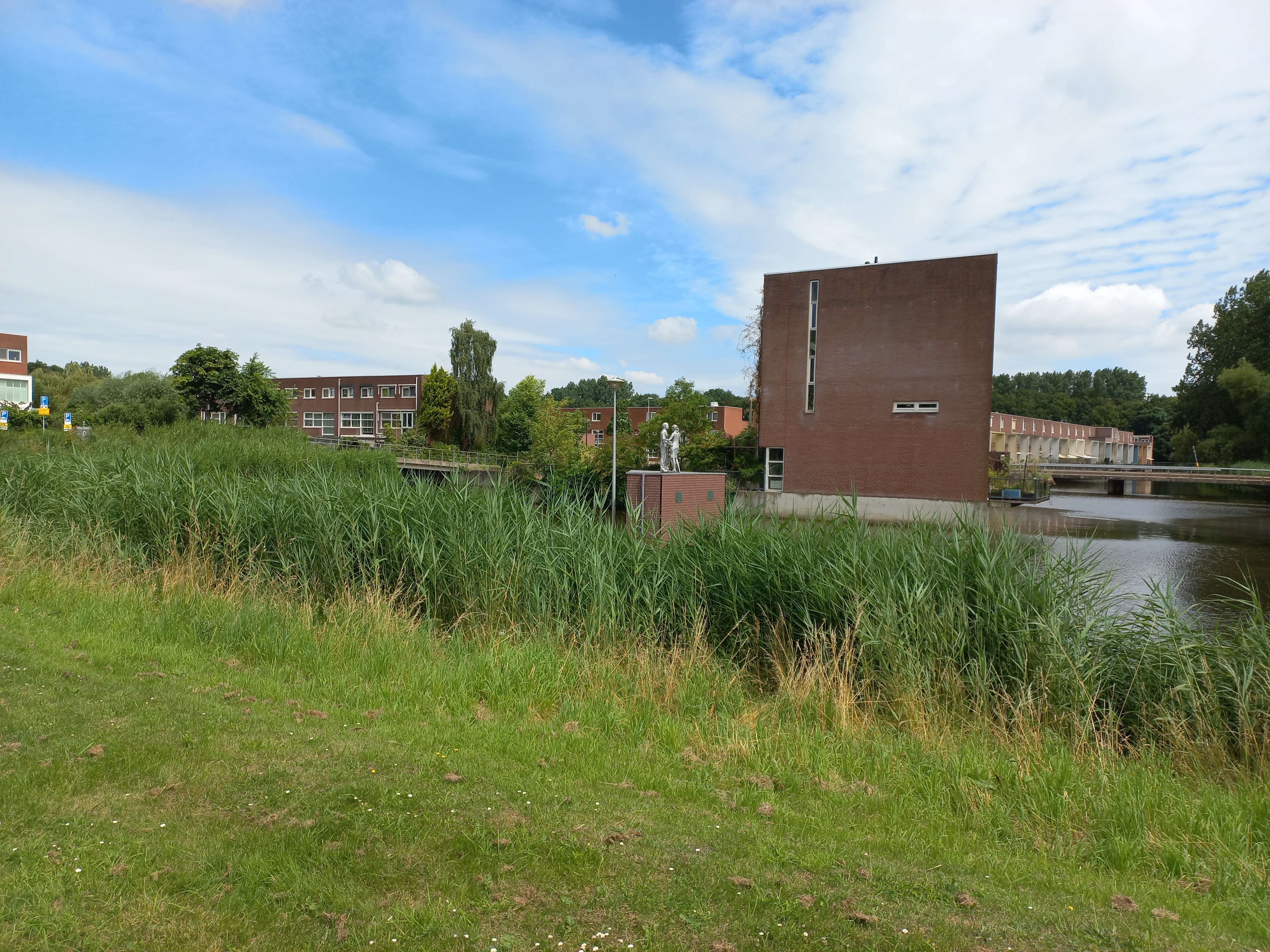
The last dance richting Diopter (juni 2024)